# Great Bishi Bashi Champ
Great Bishi Bashi Champ es un videojuego para arcade lanzado por Konami en 14 de enero de 2002 solo exclusivamente en Japón. Es una colección en total de 142 minijuegos.
- Datos: Q16303388